# Manuel Ventura Figueroa
Manuel Ventura Figueroa (Santiago de Compostel·la, 1708 - Madrid, 1783) fou un eclesiàstic i polític gallec. Ordenat sacerdot el 1737, va ser bisbe de Laodicea i patriarca de les Índies. Negocià en secret el Concordat del 1753 amb Benet XIV, a Roma. Membre del Consell de Castella, institució que presidí des del 1773 en caure Aranda, fou favorable a l'expulsió dels jesuïtes (1767). Ocupà el càrrec de patriarca de les Índies, i fou protector de la Real Sociedad Económica Matritense. Creà la Fundación Figueroa, que encara existeix actualment. Morí d'hidropesia.